# Les Fosses
Les Fosses és una muntanya de 454 metres que es troba entre els municipis de la Bisbal de Montsant, a la comarca del Priorat i de la Palma d'Ebre, a la comarca del Ribera d'Ebre.